# Edward Jaworski
Edward Jaworski (ur. 18 maja 1920 w Trzebini, zm. 26 września 2012 w Zielonej Górze) – polski pilot wojskowy i lotnictwa sanitarnego, podpułkownik Wojska Polskiego, uczestnik II wojny światowej.

## Życiorys
Urodził się 18 maja 1920 w Trzebini, w rodzinie Franciszka i Wiktorii z Głowackich, miał czwórkę rodzeństwa. Ukończył Szkołę Powszechną w Trzebini, a w 1938 złożył maturę w gimnazjum w Chrzanowie.
Jako harcerz odbył teoretyczne szkolenie szybowcowe w Harcerskim Oddziale Szybowcowym w Trzebini. W 1937 roku w Wojskowym Obozie Szybowcowym w Ustianowej koło Ustrzyk Dolnych, odbył szkolenie praktyczne i zdobył licencję pilota szybowcowego kategorii A i B. W 1938 roku na lotnisku Aleksandrowice, w ramach Przysposobienia Wojskowego, ukończył kurs pilotażu na samolocie RWD-8.
30 września 1938 roku został powołany do służby wojskowej i skierowany na dywizyjny kurs podchorążych rezerwy 6 DP przy 20 pułku piechoty Ziemi Krakowskiej w Krakowie. 2 stycznia 1939 został przeniesiony do „Szkoły Orląt”. Posiadając wcześniejsze umiejętności pilotażu trafił od razu do zaawansowanej grupy, szkolonej w przyspieszonym tempie. Do wybuchu wojny został przeszkolony jako pilot myśliwski na samolotach PWS-10 i PZL P.7.
Po rozpoczęciu II wojny światowej został 18 września 1939 roku ewakuowany ze swoją grupą podchorążych do Rumunii i tam internowany. Uciekł z internowania i wraz z innymi polskimi lotnikami na pokładzie statku „Aghios Nicolaos” dopłynął z Bałcziku do Bejrutu, a stamtąd francuskim transportowcem „Ville de Strasbourg” 29 października dotarł do Marsylii. Został zakwaterowany w Istres i Bazie Bron pod Lyonem, gdzie odbył szkolenie na samolotach francuskich.
Został wyznaczony do grupy lotników, która miała tworzyć polskie lotnictwo w Wielkiej Brytanii. 17 lutego 1940 wypłynął z Cherbourga do Southampton i został przydzielony do Stacji RAF w Eastchurch. Po odmowie złożenia przysięgi na wierność królowi Wielkiej Brytanii został jednak odesłany 13 marca do Francji i skierowany do piechoty, do obozu w Bressuire, a następnie do Lyon. 24 czerwca 1940, po interwencji delegacji podchorążych, został ponownie ewakuowany statkiem SS Arandora Star z Jean de Luz do Liverpoolu. Przebywał w różnych bazach, przechodząc szkolenie na angielskim sprzęcie lotniczym. Otrzymał numer służbowy RAF P-1684.
7 maja 1941 roku został przydzielony do brytyjskiego 605 dywizjonu myśliwskiego RAF, w którego składzie wykonał dwa loty operacyjne, po czym został przeniesiony do polskiego 315 dywizjonu myśliwskiego. Latał tam na samolotach Hawker Hurricane, następnie Supermarine Spitfire II i V. Pierwszy lot bojowy wykonał 9 sierpnia 1941 roku nad Francją (w drodze powrotnej lądował przygodnie z braku paliwa, lecz nie uszkodził samolotu). Brał udział w walkach powietrznych, 21 października 1941 roku jego samolot został poważnie uszkodzony, lecz powrócił na lotnisko. 1 stycznia 1942 roku awansował na stopień oficerski podporucznika. 25 sierpnia 1943 roku po odbyciu pierwszej tury lotów został skierowany na odpoczynek do szkolnictwa jako instruktor. 1 marca 1944 roku został przydzielony do 317 dywizjonu myśliwskiego, w składzie którego walczył nad Francją po inwazji alianckiej. 30 sierpnia 1944 roku został przeniesiony do 302 dywizjonu myśliwski, jako dowódca eskadry A. 1 lutego 1945 roku po odbyciu drugiej tury lotów został przeniesiony do sztabu 131 Skrzydła Myśliwskiego jako oficer taktyczny. 1 marca 1945 roku awansował na stopień kapitana. Po wojnie, od 1 września 1945 roku do rozformowania w grudniu 1946 roku latał w 308 dywizjonie myśliwskim jako dowódca eskadry A. W czasie wojny wykonał w sumie 200 lotów bojowych i 43 loty operacyjne.
22 lipca 1947 roku powrócił do Polski, po czym zamieszkał w Trzebini. W ramach represji okresu stalinizmu, nie mógł znaleźć zatrudnienia w lotnictwie i w 1948 roku odebrano mu licencję pilota, po czym musiał podjąć pracę w hutnictwie. Po odwilży politycznej w czerwcu 1957 roku odzyskał licencję pilota, po czym od 1 października 1957 roku podjął pracę jako pilot Zespołu Lotnictwa Sanitarnego w Zielonej Górze. 29 maja 1973 roku musiał lądować przymusowo z powodu awarii silnika samolotu Let L-200 Morava, po czym wyciągnął z wraku pasażerów. Za ten czyn został odznaczony Medalem za Ofiarność i Odwagę. W 1976 roku przeszkolił się także na śmigłowcach Mi-2. Był wieloletnim kierownikiem Zespołu Lotnictwa Sanitarnego w Zielonej Górze. 31 maja 1981 roku odszedł na emeryturę.
W 1973 roku awansował na stopień majora, a w 2000 roku – podpułkownika w stanie spoczynku.
W 1995 wydał swoje wspomnienia zatytułowane „Zranione skrzydło”. W 1997 otrzymał tytuł honorowego obywatela miasta Trzebini. 31 stycznia 2012 Rada Miasta Zielona Góra „za przyczynienie się do sławy polskiego żołnierza i w uznaniu zasług dla Miasta” nadała mu tytuł Honorowego Obywatela Miasta Zielona Góra Zmarł 26 września 2012 r., został pochowany na cmentarzu komunalnym w Zielonej Górze.

## Życie prywatne
W  1950 roku ożenił się z Barbarą Kamińską, z którą miał dwoje dzieci.

## Ordery i odznaczenia
- Krzyż Srebrny Orderu Wojennego Virtuti Militari nr 11056[17][10] (Londyn)
- Krzyż Walecznych (trzykrotnie)[10]
- Krzyż Kawalerski Orderu Odrodzenia Polski[10]
- Krzyż Oficerski Orderu Odrodzenia Polski[10]
- Srebrny Krzyż Zasługi[10]
- Polowa Odznaka Pilota[10]
- Medal za Ofiarność i Odwagę[10]
- Brązowy Medal za Zasługi dla Obronności Kraju[10]
- Medal „Pro Memoria”
- Medal Lotniczy
- Medal „Za udział w wojnie obronnej 1939”
- Krzyż Czynu Bojowego Polskich Sił Zbrojnych na Zachodzie
- 1939-45 Star
- Atlantic Star
- Distinguished Flying Cross
- Defence Medal
- War Medal 1939–1945
- Medal za Długoletnie Pożycie Małżeńskie[10]